# Johnny Graham
Johnny Graham (Glasgow, 8 januari 1945 – 31 oktober 2018) was een Schots voetballer die speelde als middenvelder. Hij speelde voor Third Lanark, Dundee United, Falkirk, Hibernian en Ayr United. 
Hij overleed in 2018 op 73-jarige leeftijd.